# Berettyó–Kálló köze
A Berettyó–Kálló köze a Berettyó–Körös-vidék északkeleti kistája Hajdú-Bihar vármegye délkeleti részén. A 344 km²-es vidék a Berettyó hordalékkúpsíksága, legfontosabb települése Berettyóújfalu. Északnyugatról a Dél-Hajdúság, északról a Dél-Nyírség, északkeletről az Érmelléki löszös hát, keletről – már romániai területen – a Berettyó-sík (Câmpia Barcăului), délről a Bihari-sík, délnyugatról a Nagy-Sárrét határolja.

## Földtan
A Berettyó–Kálló köze mintegy 2,5 kilométer mélyen húzódó medencealjzatát metamorf kőzetek építik fel, erre települt a holocén időszakában az Ős-Szamos, majd az Ős-Berettyó hordaléka, túlnyomórészt ártéri és mocsári iszap, agyag. Közöttük foltszerűen  pleisztocén kori, infúziós lösszel és iszappal borított területek is találhatóak. Kelet–nyugati irányban a homok finomodása, szemcsenagyságának csökkenése figyelhető meg.

## Domborzat és vízrajz
A kistáj legmagasabb pontja Pocsajnál 133,6 méter, a tengerszint feletti magasság délnyugaton, a Berettyó völgyében 88,6 méterig süllyed. A Berettyó nyugaton enyhén hullámos, löszös homokkal fedett hordalékkúpsíkságát keleti irányban egyre változatosabb felszínformák, mederroncsok és morotvacsonkok jellemzik. Ez utóbbi részeken a folyamszabályozást megelőzően, a mai Konyári-Kálló helyén mocsaras, vizenyős területek húzódtak.
A Közép-Tisza keleti vízgyűjtőjéhez tartozó Berettyó–Kálló köze gyér lefolyású, vízhiányos terület. Déli határát a Berettyó 48 kilométeres szakasza jelöli ki, északi területének fő folyója a Kálló-főcsatorna és annak mellékvizei, a Konyári-Kálló (17 km, 808 km²) és a Derecskei-Kálló (16 km, 332 km²). Bakonszeg térségében éri el a Berettyót a Keleti-főcsatorna is. A Berettyón a tavaszi hóolvadások és a kora nyári esőzések idején egyaránt jellemző a nagyvíz, a Kállón és ágain hóolvadáskor jelentkeznek mérsékelt árvizek. A talajvíz 2-4 méter mélységben húzódik, a 200 méter alatti, többnyire erősen vastartalmú rétegvizek vízhozama csekély. Berettyóújfalunál 60 °C-os termálvíz tör fel a felszínre.
| Vízfolyás        | Vízmérce       | Legkisebb vízállás (cm) | Legnagyobb vízállás (cm) | Kisvízhozam (m³/s) | Középvízhozam (m³/s) | Nagyvízhozam (m³/s) |
| ---------------- | -------------- | ----------------------- | ------------------------ | ------------------ | -------------------- | ------------------- |
| Berettyó         | Berettyóújfalu | −166                    | 551                      | 0,15               | 7,9                  | 333                 |
| Kálló-főcsatorna | Bakonszeg      | 215                     | 318                      | −                  | −                    | −                   |

## Éghajlat
Mérsékelten meleg kistáj, az átlagos évi hőmérséklet 10,0-10,2 °C között alakul, a vegetációs időszakban az átlaghőmérséklet eléri a 17,0-17,3 °C-ot is. A nyári hőmérséklet-maximum sokévi átlaga 34,0 és 34,5 °C között, míg a téli hőmérséklet-minimum –17,0 °C körül mozog. Az évenkénti napsütéses órák száma kb. 2000, amelyből a nyári évnegyedre átlagosan 800-810, a télire mintegy 175-180 órányi napsütés esik. A csapadékmennyiség éves átlaga 540–570 mm között alakul, ezzel mérsékelten száraz éghajlatú kistájaink közé tartozik. A hótakarós napok száma évi átlaga a kistáj nyugati részén 30, de keleti határán a 40-et is elérheti. Az uralkodó szélirányok az északi és a délkeleti.

## Talaj és növényzet
A folyóvizek formálta kistáj területének 42%-át különféle csernozjomtalajok borítják, jellemzően homokos vályog vagy vályog mechanikai összetételű, rendkívül jó földminőségi besorolású, főként szántóművelésbe bevont réti csernozjom (39%). A csernozjom mellett a Berettyó–Kálló közének 25%-át az elsősorban legelőként hasznosított szolonyectalajok fedik, és ugyancsak nagy területeken található réti öntéstalaj (23%).
| Területhasznosítás | Terület     | Területarány |
| ------------------ | ----------- | ------------ |
| Lakott terület     | 01 789,5 ha | 05,2%        |
| Szántó             | 22 364,4 ha | 65,0%        |
| Kert               | 0 341,2 ha  | 01,0%        |
| Szőlő              | 0 89,3 ha   | 00,3%        |
| Rét, legelő        | 06 877,2 ha | 20,0%        |
| Erdő               | 0 735,4 ha  | 02,1%        |
| Vízfelszín         | 02 213,9 ha | 06,4%        |

A kistáj változatos növényföldrajzi képét a Hajdúságból áthúzódó löszfoltok, a nyírségi homokterületek növényzetének találkozása határozza meg a Berettyó–Kálló közi szolonyeces talajok szikes rétjeivel, amelyet láprétek és nádasok, gyékényesek tarkítanak. A rétsztyeppek növénytársulásaiban jellemző az aranyfürt és a korcs nőszirom, a sztyepptál típusú szikes élőhelyek állományalkotó fajai a bajuszpázsit és a magyar sóballa. A relatíve fajszegény löszgyepeken megtalálható a tavaszi hérics, az erdei lednek, a buglyos kocsord, a kövér aggófű, a változó gurgolya és a nagy nyúlkapor, a mocsárréteken a pompás kosbor és a sokvirágú habszegfű. A természetvédelem alatt álló, Hencida és Gáborján között húzódó Csere-erdő sziki tölgyes-erdőssztyepp növénytársulásának értékes fajai a magyar zergevirág, a réti kardvirág, a pázsitos nőszirom és a bördős borgyökér. A láposodó zsombéksásosokkal tarkított mocsaras (helokrén) élőhelyek uralkodó növényfajai a keskenylevelű békakorsó, a mocsári gólyahír, a gyékényesekben tömeges a kandicshínár és a kolokán. Kifejezetten fajgazdag a Pocsaj melletti Szamos-morotva, a Tövises lápvidéke: a fűzlápok és úszó zsombékos sáslápok a Körös-vidékről egyébként ismeretlen vidrafűnek és füles fűznek, továbbá olyan ritka fajoknak adnak otthont, mint a gyilkos csomorika, a nádi boglárka és a lápi csalán. A Bajonta néven ismert területen kialakult kékperjések fontos faja a Jávorka-fényperje. A korábban a területről leírt piros kígyószisz és sziki ballagófű mára eltűnt.

## Népesség
A kistáj lakosságának maximumát 1949-ben érte el, azóta lakossága – főként az elvándorlás következményeként – 15%-kal csökkent a 2001-es 28 392 főre, majd a 2011-es 27 046 főre. Népsűrűsége alföldi viszonylatban az átlagosnál magasabb (78,6 fő/km², 2011), településhálózata ritkás (2,6 / 100 km²). A kistájon található kilenc településből egyedül a fejlett kisváros, Berettyóújfalu városi jogállású. A Berettyó–Kálló köze további települései Bakonszeg, Esztár, Gáborján, Hencida, Konyár, Pocsaj, Szentpéterszeg és Tépe.
A 2011. évi népszámlálási adatok alapján a lakosság 46,3%-a református, 4,8%-a római katolikus, 2,9%-a görögkatolikus. A magyar nemzetiségűek számaránya 86,9%, mellettük számottevő a cigányság (5,6%; Hencidán 25,5%, Pocsajon 22,0%), illetve a románság számaránya (0,9%; Pocsajon 4,8%, Bakonszegen 1,7%).

## Természeti és kulturális értékek
A kistáj legfontosabb természeti értékei közé tartozik a védett Csere-erdő, a Bihari-sík Tájvédelmi Körzethez tartozó pocsaji Tövises lépvidékének vizes élőhelye, a bakonszegi Remete-tó, valamint a berettyóújfalui Barcsay-kert arborétuma. Jelentős építészeti emlékek a 12. századi herpályi kolostorrom, a tépei préposti kastély, az esztári Erdődy–Szunyogh- és a bakonszegi Nadányi–Miskolczy-kúria, Gáborján és Konyár református templomai. Berettyóújfaluban működik a Bihari Múzeum, Bakonszegen pedig Bessenyei György Emlékmúzeum várja a látogatókat.